# Jayapura
För andra betydelser, se Jayapura (olika betydelser).
Jayapura är en stad på norra Nya Guinea i Indonesien. Den är administrativ huvudort för provinsen Papua och har cirka 300 000 invånare. Jayapura har under 1900-talet bytt namn några gånger och varit känd under namnen Hollandia (1910–1962) samt både Kota Baru och Sukarnapura under efterföljande period fram till 1968. Staden fick sitt nuvarande namn i slutet av 1968. 